# Rudolf Gnägi
Rudolf Gnägi (ur. 3 sierpnia 1917, zm. 20 kwietnia 1985) – polityk szwajcarski.
Był związany ze Szwajcarską Partią Ludową; 8 grudnia 1965 został wybrany do Rady Związkowej (rządu) w miejsce Friedricha Traugotta Wahlena. Kierował na przemian departamentami transportu, komunikacji i energii (1967-1968, 1969) i obrony (1968, 1969-1979). Dwukrotnie pełnił funkcję przewodniczącego Rady Związkowej (prezydenta Szwajcarii) - w 1971 i 1976.
1 stycznia 1980 jego miejsce w Radzie Związkowej zajął Leon Schlumpf.